# أليكس لي (سياسي)
أليكس لي هو سياسي أمريكي، ولد في 11 يوليو 1995 في سان خوسيه في الولايات المتحدة. في 2020 California State Assembly election ‏، انتخب عضو جمعية ولاية كاليفورنيا ‏ عن دائرة California's 25th State Assembly district ‏ (7 ديسمبر 2020 – ).

## وصلات خارجية
- الموقع الرسمي